# Constitution de la Jordanie
Lire en ligne

en ligne : texte original en arabe, traduction en anglais et en français

Constitution du 1er février 1947 à la suite de l'indépendance du Royaume-Uni
La Constitution de la Jordanie a été adoptée le 1er janvier 1952. Elle définit le fonctionnement du régime monarchique héréditaire du Royaume avec le système parlementaire représentant la population. Il précise la séparation des pouvoirs au sein de l’État (exécutif, législatif et judiciaire), les droits et les devoirs des citoyens et d'autres règles constitutionnelles.

## Historique
Une loi organique a été promulguée en avril 1928 dans le cadre du mandat britannique en Palestine. Après que la Jordanie a gagné sa pleine indépendance en mai 1946, une nouvelle constitution est élaborée et publiée au Journal officiel le 1er février 1947, et adopté par le Conseil législatif le 28 novembre, 1947 Quelques années plus tard, la Constitution a été libéralisée par le roi Talal et ratifiée le 1er février 1947. Elle est généralement considérée comme libérale, bien que la critique puisse se poser en ce qui concerne les pouvoirs conférés au Roi de Jordanie.